# Hakka (llengua)

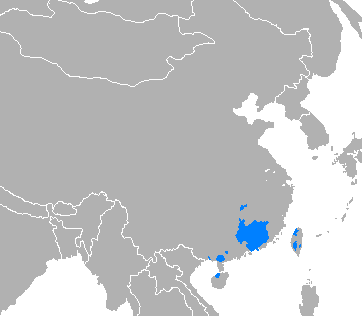
Domini lingüístic del hakka a la Xina i Taiwan.

El hakka o kejia (en xinès tradicional: 客家語; en xinès simplificat: 客家语; en pinyin: kè jiā huà) és una de les llengües xineses més importants, parlat com a llengua materna per una part del poble hakka, uns 30 milions de persones al sud de la Xina, a Taiwan i a la diàspora xinesa al sud-est asiàtic i per tot el món.
S'han desenvolupat diversos dialectes hakka a causa de l'aïllament de les regions on es va originar la llengua, a les províncies de Guangdong, Fujian, Jiangxi, Guangxi, Sichuan, Hunan i Guizhou, a més de l'illa de Hainan, Malàisia, Hong Kong, Singapur i Taiwan. El hakka no té mútua intel·ligibilitat amb el mandarí o altres llengües xineses, amb l'excepció del gan, per la qual cosa sovint es considera que ambdues varietats són dialectes d'una mateixa llengua.
Taiwan, on el hakka és la llengua materna d'una minoria nativa important, és un centre mundial per a l'estudi i la preservació de la llengua.
A la República Popular de la Xina, l'estàndard de la llengua hakka és el dialecte del districte de Méixiàn (梅縣), al nord-est de la província de Guangdong. Des del 1960 existeix una versió oficial d'aquesta varietat en alfabet llatí.